# Benjamin Ross
Benjamin Ross est un réalisateur britannique, né à Londres en 1964.

## Biographie

### Études
Il a d'abord étudié l'anglais à l'Université d'Oxford.
Puis, il est parti étudier le cinéma à l'Université Columbia à New York où il a eu comme professeur le réalisateur bosniaque Emir Kusturica.

## Filmographie
Sauf indication contraire, les informations mentionnées dans cette section peuvent être confirmées par la base de données cinématographiques IMDb,  présente dans la section « Liens externes ».

### Réalisateur

#### Cinéma
- 1992 : My Little Eye
- 1995 : Le Manuel d'un jeune empoisonneur (The Young Poisoner’s Handbook)
- 1999 : Citizen Welles (RKO 281)
- 2005 : Torte Bluma
- 2006 : Guilty Hearts (en)
- 2010 : Thorne: Scaredycat

#### Télévision
- 2008 : Poppy Shakespeare
- 2009 : Scotland Yard, crimes sur la Tamise (Trial & Retribution) (saison 12, épisode 5 et 6)
- 2015 : The Frankenstein Chronicles (6 épisodes)

### Scénariste

#### Cinéma
- 1992 : My Little Eye de lui-même
- 1995 : Le Manuel d'un jeune empoisonneur (The Young Poisoner’s Handbook) de lui-même

#### Télévision
- 2015-2017 : The Frankenstein Chronicles (12 épisodes)